# SUPER CAMP
《SUPER JUNIOR 10th Anniversary Special Event - SUPER CAMP》는 그룹 슈퍼주니어의 스페셜 앨범 〈Devil〉 발매를 기반으로 개최된 스페셜 팬미팅 투어이다. 팬덤 내에서는 슈캠으로 약칭하기도 한다.

## 진행 방식

### 서울
팬미팅의 성격과 노래의 비중을 높이 둔 미니 콘서트 형식으로 진행되었으며 각종 테마와 코너를 통해 팬들과의 소통에도 비중을 두었다.

### 그 외
86년생 멤버들의 연이은 입대로 인한 인원 불충분으로 댄스곡을 부를 시 백댄서를 기용하였으며 또한 팀 내 댄스 담당인 신동, 은혁, 동해의 부재로 인해 〈Sorry, Sorry〉, 〈Mr. Simple〉의 경우는 원곡에 수록된 댄스 브레이크를 생략하였다. 또한 서울 공연에서에 비해 노래의 비중이 줄었으며 방식 또한 별도의 현지 MC를 기용한 기존의 팬미팅과 동일한 방식과 러닝타임으로 진행되었다.

## 투어 일정
| 일정                     | 도시       | 국가     | 장소                       | 관객 동원     |
| 아시아                   | 아시아     | 아시아   | 아시아                     | 아시아        |
| ------------------------ | ---------- | -------- | -------------------------- | ------------- |
| 2015년 9월 19일          | 서울       | 대한민국 | 고려대학교 화정체육관      | 6,510명       |
| 2016년 1월 8일           | 동경       | 일본     | 아리아케 콜로세움          | 통산 54,960명 |
| 2016년 1월 9일 (1회)     | 동경       | 일본     | 아리아케 콜로세움          | 통산 54,960명 |
| 2016년 1월 9일 (2회)     | 동경       | 일본     | 아리아케 콜로세움          | 통산 54,960명 |
| 2016년 1월 10일 (1회)    | 동경       | 일본     | 아리아케 콜로세움          | 통산 54,960명 |
| 2016년 1월 10일 (2회)    | 동경       | 일본     | 아리아케 콜로세움          | 통산 54,960명 |
| 2016년 2월 13일          | 대북       | 중화민국 | 신장 체육관                | 통산 10,316명 |
| 2016년 2월 14일          | 대북       | 중화민국 | 신장 체육관                | 통산 10,316명 |
| 2016년 2월 27일          | 북경       | 중국     | 북경 공인체육관            | 9,364명       |
| 2016년 3월 5일           | 상해       | 중국     | 상해 대무대                | 9,295명       |
| 2016년 3월 19일          | 방콕       | 태국     | 썬더 돔                    | 5,943명       |
| 2016년 5월 28일          | 마카오     | 마카오   | 스튜디오 시티 이벤트 센터  | 4,583명       |
| 2016년 6월 10일 (1회)    | 대판       | 일본     | 오사카 국제 회의장 메인 홀 | 통산 44,128명 |
| 2016년 6월 10일 (2회)    | 대판       | 일본     | 오사카 국제 회의장 메인 홀 | 통산 44,128명 |
| 2016년 6월 11일 (1회)    | 대판       | 일본     | 오사카 국제 회의장 메인 홀 | 통산 44,128명 |
| 2016년 6월 11일 (2회)    | 대판       | 일본     | 오사카 국제 회의장 메인 홀 | 통산 44,128명 |
| 북아메리카               |            |          |                            |               |
| 2016년 7월 3일           | 몬테레이   | 멕시코   | 아레나 몬테레이            | 6,597명       |
| 2016년 7월 5일           | 멕시코시티 | 멕시코   | 멕시코시티 아레나          | 12,425명      |
| 총 누적 관객 - 164,121명 |            |          |                            |               |

## 세트 리스트
- Opening VCR-

- Entrance Show (Born Again New) -
- Devil
- Alright

- Ment + Cake Cuting -
- Sorry, Sorry
- Mr. Simple
- 미인아 (BONAMANA)_SS6 Ver.

- SUPER CAMP Introduce VCR-
- 슈퍼회담[4]

1. 외모 신경전
2. 춤 신경전
3. 체력 신경전 - 슈퍼주니어, 이대로 괜찮은가?

- VCR #3-
- Dancing Out_Rearranged
- Miracle_SS4 Ver.
- 너 같은 사람 또 없어 (No Other)
- 너로부터 (From U)

- VCR #4 (SUPER JUNIOR HISTORY)-

- 캠프 파이어

1. 스페셜 앨범 〈Devil〉 히든 트랙
2. 히든 트랙 답변하기
3. To.E.L.F.

- 겨울 愛 (Winter Love) (슈퍼주니어-D&E)

- VCR #5 (영상편지)-
- Sarang♥ (이특, 희철)
- We Can (슈퍼주니어-K.R.Y.)

- Ment -
- 별이 뜬다 (Stars Appear...)

- Encore VCR (Magic MV Ver.2) -
- Magic

- Ment -
- 우리들의 사랑 (Our Love)_SS4 Ver.

- SUPER CAMP Introduce VCR-

- Opening VCR -
- Magic
- Alright

- Ment -
- Sorry, Sorry
- Mr. Simple

- VCR #3 -
- Game Event

1. Q&A / 멤버별 하트 춤
2. 두더지 게임 / 멤버별 타로점 보기
3. 팬들과의 몸짓 퀴즈 / 랜덤 댄스
4. 공룡기구 타기 / 종이 키스

- 어린왕자 (The Little Prince) (려욱 Solo)
- 도로시 (Dorothy) (슈퍼주니어-K.R.Y.)
- 첫눈에 반했습니다 (Love at First Sight) (이특, 희철, 강인)
- 로꾸거!!! (이특, 희철, 강인)

- VCR #4 -

- VCR Music Video (겨울 愛 (Winter Love)) -
- 별이 뜬다 (Stars Appear...)

- Ment -

- VCR #6 (Born Again New) -
- Devil

- SUPER CAMP Introduce VCR -

- Opening VCR -
- Magic
- Alright

- Ment -
- Sorry, Sorry
- Mr. Simple

- VCR #3 -
- Game Event

1. 〈Superstar SMTOWN〉게임 대결
2. 팬들과의 몸짓 퀴즈

- 어린왕자 (The Little Prince) (려욱 Solo)
- 도로시 (Dorothy) (슈퍼주니어-K.R.Y.)
- 첫눈에 반했습니다 (Love at First Sight) (이특, 희철, 강인)
- 로꾸거!!! (이특, 희철, 강인)

- VCR #4 -

- VCR Music Video (겨울 愛 (Winter Love)) -
- 별이 뜬다 (Stars Appear...)

- Ment -

- VCR #6 (Born Again New) -
- Devil

- SUPER CAMP Introduce VCR -

- Opening VCR -
- Magic
- Alright

- Ment -
- Sorry, Sorry
- Mr. Simple

- VCR #3 -
- Game Event

1. 거짓말 탐지기
2. Dance Battle
3. 드라마 〈태양의 후예〉패러디

- 어린왕자 (The Little Prince) (려욱 Solo)
- SKY (슈퍼주니어-K.R.Y.)
- 첫눈에 반했습니다 (Love at First Sight) (이특, 희철, 강인)
- 로꾸거!!! (이특, 희철, 강인)

- VCR #4 -

- VCR Music Video (겨울 愛 (Winter Love)) -
- 별이 뜬다 (Stars Appear...)

- Ment -

- VCR #6 (Born Again New) -
- Devil

- SUPER CAMP Introduce VCR -

- Opening VCR -
- Magic
- Alright

- Ment -
- Sorry, Sorry
- Mr. Simple

- VCR #3 -
- Game Event

1. 촉감 게임
2. 팬들과의 몸짓 퀴즈
3. 빼빼로 게임

- 어린왕자 (The Little Prince) (려욱 Solo)
- SKY (슈퍼주니어-K.R.Y.)
- 첫눈에 반했습니다 (Love at First Sight) (이특, 희철, 강인)
- 로꾸거!!! (이특, 희철, 강인)

- VCR #4 -

- VCR Music Video (겨울 愛 (Winter Love)) -
- 별이 뜬다 (Stars Appear...)

- Ment -

- VCR #6 (Born Again New) -
- Devil

- SUPER CAMP Introduce VCR -

- Opening VCR -
- Magic
- Alright

- Ment -
- Sorry, Sorry
- Mr. Simple

- VCR #3 -
- Game Event

1. 제스처 게임
2. 걸그룹 댄스
3. 팬들과의 몸짓 퀴즈
4. 드라마 〈태양의 후예〉패러디
5. 레몬 시음

- 문 열어봐 (Here I Am) (예성 Solo)
- SKY (슈퍼주니어-K.R.Y.)
- Believe (슈퍼주니어-K.R.Y.)
- Sarang♥ (이특, 희철)

- VCR #4 -

- VCR Music Video (겨울 愛 (Winter Love)) -
- 별이 뜬다 (Stars Appear...)

- Ment -

- VCR #6 (Born Again New) -
- Devil

- SUPER CAMP Introduce VCR -

- Opening VCR -
- Magic
- Alright

- Ment -
- Sorry, Sorry
- Mr. Simple
- MAMACITA (아야야)
- 미인아 (BONAMANA)_SS6 Ver.

- VCR #3 -
- Game Event

1. 이구동성 게임
2. 절대음감 게임
3. 슈퍼주니어 반주 퀴즈
4. 마시멜로 입에 많이 넣기
5. 손으로 상대 넘어뜨리기

- SKY (슈퍼주니어-K.R.Y.)
- Believe (슈퍼주니어-K.R.Y.)
- Sarang♥ (이특, 희철)
- 로꾸거!!!
- Ai Se Eu Te Pego (아, 내가 널 가질 수 있다면)[10]

- VCR #4 -

- VCR Music Video (겨울 愛 (Winter Love)) -
- 별이 뜬다 (Stars Appear...)

- Ment -

- VCR #6 (Born Again New) -
- Devil

- SUPER CAMP Introduce VCR -

- Opening VCR -
- Magic
- Alright

- Ment -
- Sorry, Sorry
- Mr. Simple
- MAMACITA (아야야)
- 미인아 (BONAMANA)_SS6 Ver.

- VCR #3 -
- Game Event

1. 현지 애창곡 부르기 (려욱)
2. 촉감 게임 (예성)
3. 애교 부리기 (규현)
4. 현지 음식 시식 (희철)
5. 현지 애창곡 부르기 (이특)
6. 스페인어 배우기 (예성)
7. 걸그룹 댄스 (규현)
8. 촉감 게임 (희철)
9. 현지 음식 시식 (이특)
10. E.L.F.를 웃겨라 (려욱)
11. 동요 부르기 (희철)
12. E.L.F.를 웃겨라 (이특)
13. 현지 음식 시식 (려욱)
14. 팬들과의 몸짓 퀴즈

- SKY (슈퍼주니어-K.R.Y.)
- Believe (슈퍼주니어-K.R.Y.)
- Sarang♥ (이특, 희철)
- 로꾸거!!!
- Ai Se Eu Te Pego (아, 내가 널 가질 수 있다면)

- VCR #4 -

- VCR Music Video (겨울 愛 (Winter Love)) -
- 별이 뜬다 (Stars Appear...)

- Ment -

- VCR #6 (Born Again New) -
- Devil

## 제작
- 슈퍼주니어 (이특, 희철, 예성, 강인서울 ~ 방콕, 은혁서울 한정, 시원서울 한정, 동해서울 한정, 려욱, 규현)
- 주최 : SM 엔터테인먼트
- 주관 : 드림메이커, 드림시큐리티
- 후원
  - 서울 : YES24